# Quingenberg
Quingenberg ist eine Ansiedlung des Ortsteils Silberfeld der Stadt Zeulenroda-Triebes im Landkreis Greiz in Thüringen.

## Geografie
Der Weiler Quingenberg liegt an der Landesstraße 1087, die die Talsperre Zeulenroda im nördlichen Abschnitt über die Stauseebrücke quert. Somit hat diese Ansiedlung sehr günstige Verbindung zur Kernstadt. Der Weiler befindet sich also nordwestlich auf einer ehemaligen Hochflächennase und ist daher bis zur Hälfte vom Stauseewasser und bewaldeten Ufersteilhängen umrahmt.

## Geschichte
Diese kleine Ansiedlung wird schon seit dem 15. Juni 1399 urkundlich nachgewiesen. Über die Brückenmühle kommt man zur Adelsfamilie von Quingenbergk, die in Wenigenjena lebte. Sie verkaufte 1453 das Grundstück, auf dem die genannte Mühle stand, an den Meister Hansen Kittelmann. Er war Hammerschmied. Soweit die Ersterwähnung zur Büchersmühle. Die Eigentumsverhältnisse änderten sich dann oft. 1910–1911 rüstete der Müller die Wassermühle auf Elektrizität um. Nach 1945 wird die Entwicklung der Mühle immer mehr vom Staat und der Planung um Zeulenroda bestimmt. Am 1. Dezember 2011 erfolgte zusammen mit Silberfeld die Eingemeindung zur Stadt Zeulenroda-Triebes. Heute haben die Segler vom Stausee in der Ansiedlung ihr Domizil.

### Ehemalige Burg Quingenberg
Die Burg Quingenberg war eine mittelalterliche Burg im Besitz oder Lehnsbesitz des gleichnamigen Adelsgeschlechtes. Die Reste der Burg und ihr Standort wurden durch den Betrieb eines Steinbruches komplett vernichtet. Dies erfolgte wohl deutlich vor 1951. Vor der Zerstörung des Burgplatzes hatte es aber mindestens einmal Ausgrabungen (oder Lesefunde) gegeben. Gefunden wurden mittelalterliche Scherben. Zwei blaugraue Scherben sind in der Sammlung des Museums Reichenfels befindlich. Eine Scherbe davon hat Gurtfurchen, andere haben ein „weiches Dornprofil“.

### Adelsgeschlecht
Nach Quingenberg benannte sich auch ein Adelsgeschlecht, das im 14. Jahrhundert erstmals urkundlich erwähnt wurde und 1670 in männlicher Linie ausstarb.